# Piéride du sainfoin
Leptidea duponcheli
Espèce
La Piéride du sainfoin  ou  Piéride de Duponchel (Leptidea  duponcheli) est une espèce de lépidoptères (papillons) appartenant à la famille des Pieridae, à la sous-famille des Dismorphiinae et au genre Leptidea.

## Dénomination
Leptidea duponcheli a été nommé par Otto Staudinger en 1871.
Synonyme : Leptidea lathyri (Duponchel, 1832)
Son nom perpétue Philogène Auguste Joseph Duponchel (1774-1846), entomologiste français.

### Noms vernaculaires
La Piéride  du sainfoin ou Piéride de Duponchel se nomme Eastern Wood White en anglais.

### Sous-espèces
- Leptidea duponcheli duponcheli
- Leptidea duponcheli lorkovici (Pfeiffer, 1932)
- Leptidea duponcheli vartiani Gross & Ebert, 1975[1].

## Description
C'est un papillon blanc, à l'apex de l'aile antérieure plus pointue que chez les autres Leptidea, plus ou moins marqué de noir.

### Chenille
Les œufs blancs deviennent jaunes et donnent une chenille verte. La chrysalide est verte.

## Biologie

### Période de vol et hivernation
Elle vole d'avril à août, en deux  générations.
Elle hiverne au stade de chrysalide.

### Plantes hôtes
Ses plantes hôtes sont des Lathyrus et des Onobrychis.

## Écologie et distribution
La Piéride de Duponchel est présente du sud-est de la France jusqu'en Asie mineure.
En France elle est répertoriée dans les Hautes-Alpes, les Alpes-de-Haute-Provence, le Vaucluse et le Var

### Biotope
La Piéride de Duponchel est inféodée aux prairies de moyenne montagne.

### Protection
Pas de statut de protection particulier.